# カフジ
座標: 北緯28度26分25秒 東経48度29分04秒 / 北緯28.440318度 東経48.484383度

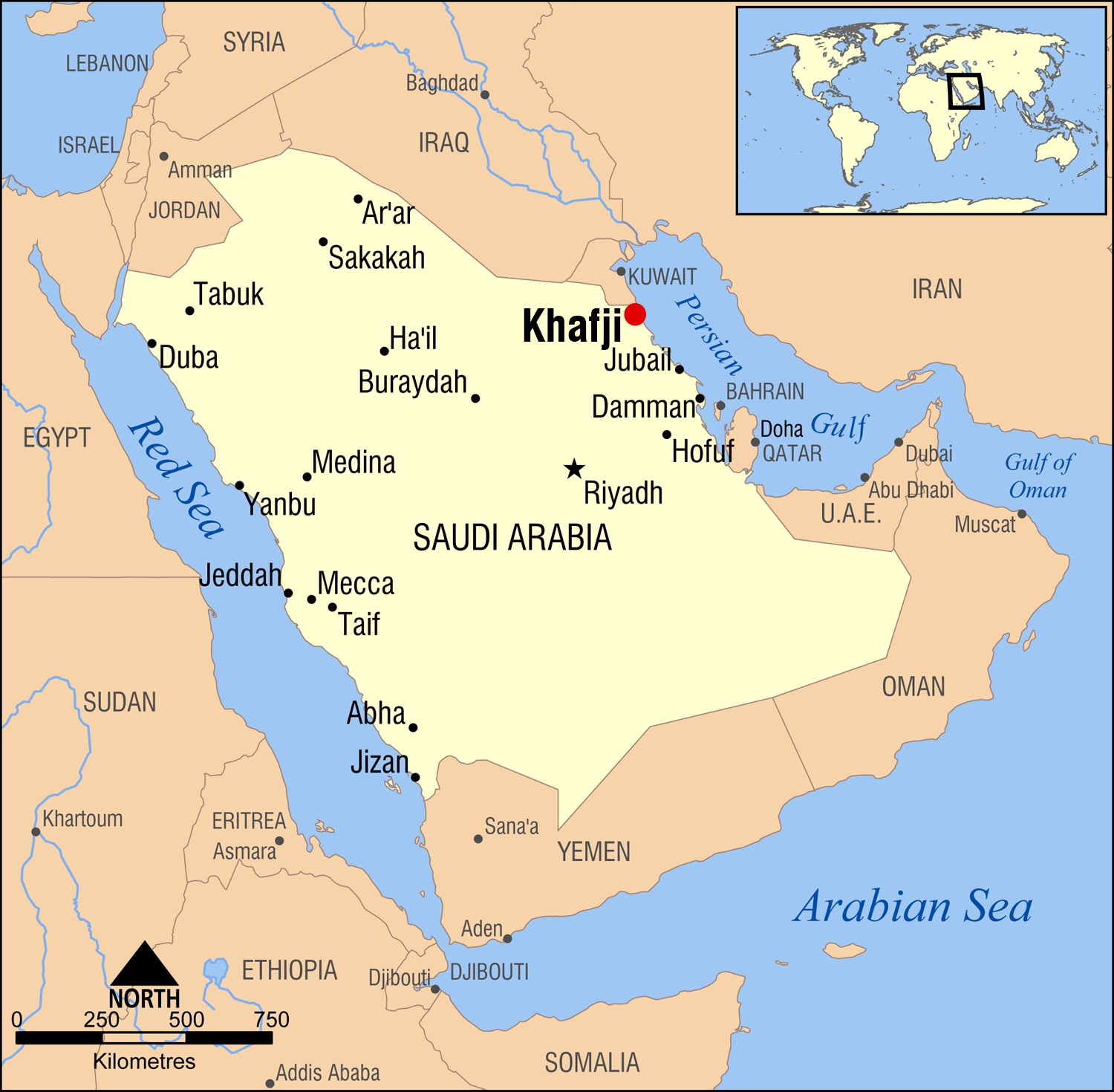

カフジ（英語：Khafji, アラビア語: الخفجي/Ras al Khafji＝カフジ岬の意）は、クウェートとサウジアラビアが領有する中立地帯。

## 概要
人口は6万5,000人（2005年）。住民のほとんどは石油産業関連企業の職員とその家族である。
カフジに勤務（移住）するとクウェートとサウジの両国を自由に移動できる通行証（イガマ）を取得できる。ただし観光ビザはないので一般人の入国は通常では不可。

## 歴史
1950年代に日本のアラビア石油がカフジ沖（ペルシア湾）の石油採掘権を得て海底油田を開発した。
1965年8月5日、カフジ沖合で日本の朝日揮油がチャーターしたタンカー「海蔵丸」が爆発。死者行方不明者7人、負傷35人
2000年にアラビア石油の採掘権契約は終了した。その後、サウジアラビアとクウェートが折半出資する企業が石油採掘を行っている。

### 湾岸戦争
イラクによるクウェート侵攻後に湾岸戦争が起こり、1991年1月29日のイラク軍の攻撃でカフジの石油タンクも炎上した。このイラク軍の攻撃は、クウェート領内からイラク軍第5機械化師団の1個旅団が国境を越えて行われたものだった。T-55戦車50両と装甲兵員輸送車30両に支援された約300-400名のイラク軍部隊がカフジの守備隊を破った。これに対しアメリカ中央軍がA-10 サンダーボルトII地上攻撃機や対戦車ヘリ、海兵隊の地上部隊を投入したところ、イラク軍は1月30日に町を放棄してクウェート領内に撤退した。イラク軍はこの攻撃の成果を誇大アピールしたが、実情は上述のとおり大きく異なるものだった。